# Закон о коррупции за рубежом (США)
Закон о коррупции за рубежом (англ. Foreign Corrupt Practices Act) — федеральный закон Соединённых Штатов Америки о борьбе с коррупцией в международной деятельности, имеющий экстерриториальное действие, то есть его юрисдикция распространяется за пределы территории США.

## История принятия
Поводом принятия Закона стал Уотергейтский скандал 1972 года. Расследование выявило не только установку прослушивающих устройств, но участие крупных компаний в подкупе иностранных должностных лиц с целью получения деловой выгоды. Среди этих компаний оказались Lockheed corporation, ExxonMobil, Phillips Petroleum.
Так как американское законодательство не регулировало коррупционную деятельность за рубежом, началась работа над законопроектом, и в 1977 году президент США Джимми Картер подписал Закон о коррупции за рубежом.
В 2002 году был принят Закон Сарбейнза-Оксли (Sarbanes-Oxley Act), устанавливающий жесткие требования к бухгалтерской отчётности. Новые требования финансового учёта усилили действие Закона США о коррупции за рубежом.

## Основные положения
Закон регулирует факты предложения, обещания, предоставления материальных и нематериальных благ любому иностранному должностному лицу, а также кандидату на политический пост и политической партии с целью получения выгоды. В американском законодательстве под «должностным лицом» понимается не только государственные служащие и лица, осуществляющие публичные функции, но и сотрудники государственных учреждений и предприятий.
В 1998 году в Закон были внесены изменения, требуемые для приведения его в соответствии с конвенцией ОЭСР «О борьбе с подкупом иностранных должностных лиц при совершении международных коммерческих сделок» (OECD Convention on combating bribery of foreign public officials in international business transactions). Внесенные изменения расширили сферу действия Закона, а также объекты регулирования, таким образом под юрисдикцию подпадают любые физические лица и компании, вне зависимости от национальной принадлежности. Под действие Закона неамериканская компания подпадает в случае, если она ведет свою деятельность в Соединённых Штатах, если акции компании котируются на американской бирже, а также, если она действует от имени американской компании.

## Ответственность
Виновные во взяточничестве несут гражданско-правовую и уголовную ответственность. За нарушение положений о бухгалтерском учёте юридическим лицам может присуждаться выплата штрафа в размере до $25 млн, а физическим лицам — до $5 млн или тюремное заключение на срок до 20 лет, за нарушение антикоррупционных положений Закона предусмотрена уголовная ответственность в виде штрафа для юридических лиц до $2 млн, для физических лиц $250 тыс. за каждое нарушение или тюремное заключение до 5 лет, либо штраф в двойном размере прибыли/ущерба от такого противоправного действия. Помимо этого, Законом предусмотрены и другие формы ответственности, например, гражданская ответственность в виде штрафа, запрет на осуществление деятельности в определённых отраслях, а также на заключение контрактов с органами государственной власти США, создание в принудительном порядке системы контроля внутри компании и др.

## Практика применения
Расследованиями по делам о подкупе иностранных должностных лиц занимаются специальные подразделения в рамках Министерства юстиции США, Комиссии США по ценным бумагам и биржам, Федерального бюро расследований.
Закон начал активно применяться только с 2005 г. и уже можно говорить о ряде скандальных дел, связанных с подкупом иностранных должностных лиц американскими и неамериканскими компаниями за пределами США. Так, за период с 2010 по 2013 гг. Комиссия по ценным бумагам привлекла к ответственности 44 компании, среди которых оказались: Johnson&Johnson, Ralph Lauren Corporation, General Electric, Pfizer.
Широко известны громкое расследование в отношении компании «Siemens» с присуждением к выплате штрафа в размере около $2 млрд, дело в отношении компании «Daimler», которой пришлось выплатить $200 млн за взяточничество в разных странах, в том числе в России. Огласку получило и расследование в отношении российской компании «Мерседес-Бенц рус», которая обвинялась в даче взяток российским должностным лицам и их родственникам и была приговорена к выплате штрафа свыше $27 млн. Проводятся расследования и привлекаются к уголовной ответственности физические лица — руководители, менеджеры, сотрудники, агенты — за взяточничество, подарки, «откаты» и другие неправомерные платежи в таких странах, как Россия, Казахстан, Китай, Мексика, Бразилия, Эквадор, Венесуэла, Болгария и Италия.

## Требования к компаниям
С тем, чтобы снизить риск взяточничества компаниям следует создавать эффективную систему внутреннего бухгалтерского контроля и финансового отчета, а также более внимательно относиться к посредникам компании. Особое внимание коммерческой компании следует уделить сокращению использования наличных средств, чтобы снизить риск неправомерных платежей. Закон не обязывает проводить комплексную проверку своих партнеров, но это имеет огромное значение для избегания потенциального предъявления компании публичных обвинений в подкупе иностранных должностных лиц, а, следовательно, сохранения деловой репутации.